# NGC 4751
NGC 4751 é uma galáxia elíptica (E-S0) localizada na direcção da constelação de Centaurus. Possui uma declinação de -42° 39' 36" e uma ascensão recta de 12 horas, 52 minutos e 50,6 segundos.
A galáxia NGC 4751 foi descoberta em 15 de Março de 1836 por John Herschel.